# Schönfelder See
Der Schönfelder See (niedersorbisch Tłukomski jazor) ist ein 140 ha großer rekultivierter Tagebausee am gleichnamigen Ort Schönfeld.

## Lage
Er liegt im Landkreis Oberspreewald-Lausitz in Brandenburg zwischen Lübbenau und Calau. Der Bachlauf Dobra entlang der Autobahn A 13 bildet die westliche Grenze. Östlich befindet sich die Bahnstrecke Lübbenau–Kamenz auf der Höhe von Bischdorf.

## Geschichte
Der See entstand aus einem Restloch des Braunkohletagebaus Seese-West und wurde von 1997 bis 2008 geflutet. Er wird heute als Fischerei- und Badesee genutzt.